# Amolops mantzorum
Amolops mantzorum és una espècie de granota de la família Ranidae que viu a la Xina. Aquesta espècie és endèmica del sud-est de Gansu i Sichuan occidental, Xina. S'ha registrat entre 1000 i 2.800m snm.
El seu hàbitat natural s'inclou grans rierols i petits rius, als boscos i matolls, també es reprodueix en rierols. La contaminació de l'aigua de diverses fonts és una gran amenaça per a aquesta espècie.